# رقيباوات الشمس
رقيباوات الشمس (الاسم العلمي: Heliotropioideae) هي أسرة من النباتات تتبع فصيلة الحمحمية من الطبقة النجمياوايات.

## أجناس
- رقيب الشمس
- تورنفورية